# Cyril Wilkinson
Cyril Theodore Anstruther Wilkinson (4 ottobre 1884 – 16 dicembre 1970) è stato un hockeista su prato britannico.

## Palmarès

### Olimpiadi
- 1 medaglia:
  - 1 oro (Anversa 1920)